# TOCA World Touring Cars
TOCA World Touring Cars (w Stanach Zjednoczonych Jarrett & Labonte Stock Car Racing, w Japonii WTC: World Touring Championship) – konsolowa gra wyścigowa, trzecia część z serii TOCA Touring wydana na konsolę PlayStation oraz Game Boy Advance w 2000 i 2003 roku.
Gra spotkała się z pozytywnymi reakcjami recenzentów, osiągając średnią ocen 85% i 80% w agregatorze GameRankings i Metacritic.

## Rozgrywka
TOCA World Touring Cars jest grą wyścigową, zawiera cztery tryby rozgrywki.

## Odbiór gry
TOCA World Touring Cars w wersji dla PlayStation spotkała się z pozytywnymi reakcjami recenzentów, osiągając według agregatora GameRankings średnią wynoszącą 84.53% maksymalnych ocen. TOCA World Touring Cars przez recenzenta z czasopisma „Official PlayStation Magazine (UK)” została porównana do Gran Turismo.